# Військова форма одягу Збройних сил України
Військова форма одягу Збройних сил України — військовий однострій, прийнятий та затверджений для носіння військовослужбовцями Збройних сил України (ЗСУ), Міністерства оборони України (МОУ) та інших військових формувань, створених відповідно до законів. Військовий однострій має носитися відповідно до встановлених правил.
Військова форма поділяється на літню, демісезонну та зимову, перехід на яку встановлюється наказами начальників гарнізону (морськими начальниками), а також на види.

## Види військової форми одягу
- парадна;
- парадно-церемоніальна;
- парадно-вихідна;
- повсякденна;
- польова (службова морська);
- спеціальна (зокрема десантний одяг та льотно-технічне обмундирування);
- спортивна.

Крім того, військова форма одягу поділяється за належністю до видів, сил ЗСУ, спеціальних служб тощо:
- Сухопутних військ (СВ ЗСУ);
- Повітряних сил (ПС ЗСУ);
- Військово-морських сил (ВМС ЗСУ);
- Десантно-штурмових військ (ДШВ ЗСУ);
- Сил спеціальних операцій (ССО ЗСУ);
- Державної спеціальної служби транспорту (ДССТ).

## Правила носіння військової форми одягу
Відповідно до наказу Міністерства оборони України від 20 листопада 2017 року № 606, «військовослужбовці носять форму одягу відповідно до виду, окремого роду військ (сил) ЗСУ, встановлену для військової частини, де вони проходять військову службу, військового звання, а також залежно від завдання, що виконується».

## Історія
- Одяг запорізьких козаків
- Уніформа Армії УНР

## Предмети військової форми ЗСУ
| Назва                                                           | Парадна (парадно-вихідна) | Повсякденна |  |
| --------------------------------------------------------------- | ------------------------- | ----------- |  |
| Головні убори                                                   |                           |             |  |
| Кашкет (кашкет-безкозирка)                                      |                           |             |  |
| Берет                                                           |                           |             |  |
| Кашкет польовий (кепі бойове, панама літня польова)             |                           |             |  |
| Пілотка (в авіації)                                             |                           |             |  |
| Шапка зимова                                                    |                           |             |  |
| Шапка зимова повсякденна                                        |                           |             |  |
| Шапка-феска (шапка-підшоломник)                                 |                           |             |  |
| Одяг                                                            |                           |             |  |
| Кітель (форменка)                                               |                           |             |  |
| Куртка (тужурка, фланелівка)                                    |                           |             |  |
| Куртка польова                                                  |                           |             |  |
| Брюки польові                                                   |                           |             |  |
| Пуловер                                                         |                           |             |  |
| Джемпер                                                         |                           |             |  |
|                                                                 |                           |             |  |
| Штани навипуск (спідниця)                                       |                           |             |  |
| Сорочка (футболка біла)                                         |                           |             |  |
| Сорочка бойова                                                  |                           |             |  |
| Сорочка-поло                                                    |                           |             |  |
| Сорочка з короткими рукавами                                    |                           |             |  |
|                                                                 |                           |             |  |
| Верхній одяг                                                    |                           |             |  |
| Пальто зимове                                                   |                           |             |  |
| Куртка зимова (бушлат)                                          |                           |             |  |
| Плащ демісезонний                                               |                           |             |  |
| Куртка демісезонна                                              |                           |             |  |
| Плащ-накидка                                                    |                           |             |  |
| Костюм вітровологозахисний демісезонний                         |                           |             |  |
| Куртка костюма-утеплювача                                       |                           |             |  |
| Взуття                                                          |                           |             |  |
|                                                                 |                           |             |  |
| Напівчеревіки (туфлі, черевіки)                                 |                           |             |  |
| Напівчоботи (чобітки)                                           |                           |             |  |
| Чоботи                                                          |                           |             |  |
| Кросівки                                                        |                           |             |  |
| Капці казармені                                                 |                           |             |  |
| Інше                                                            |                           |             |  |
| Краватка (краватка-регат, краватка-стрічка, краватка матроська) |                           |             |  |
| Комір формений матроський                                       |                           |             |  |
| Рукавиці                                                        |                           |             |  |
| Кашне                                                           |                           |             |  |
| Шарф-труба (літня)                                              |                           |             |  |
| Майка                                                           |                           |             |  |
| Труси                                                           |                           |             |  |
| Шкарпетки                                                       |                           |             |  |